# Siqiao, Gansu
Siqiao är en socken i nordvästra Kina. Den ligger i Jingning härad i Pingliang i provinsen Gansu, omkring 190 kilometer öster om provinshuvudstaden Lanzhou. Antalet invånare är 10 221. Befolkningen består av 5 191 kvinnor och 5 030 män. Barn under 15 år utgör 20,0 %, vuxna 15-64 år 68 %, och äldre över 65 år 11,0 %.